# Kekkongaku nyūmon
Kekkongaku nyūmon (結婚学入門?, Kekkongaku nyūmon) è un film del 1930 diretto da Yasujirō Ozu.

## Produzione
Commedia di costume, fu girata nel dicembre 1929 in sostituzione di un precedente progetto, intitolato Ikiru chikara (traducibile come La forza di vivere) e interrotto poco prima della conclusione della stesura della sceneggiatura.

## Distribuzione
Il film è stato distribuito esclusivamente in Giappone, essendo andato perduto nel corso dei bombardamenti della seconda guerra mondiale.

### Date di uscita
- 5 gennaio 1930 in Giappone[3][4]